# Dunglass Castle

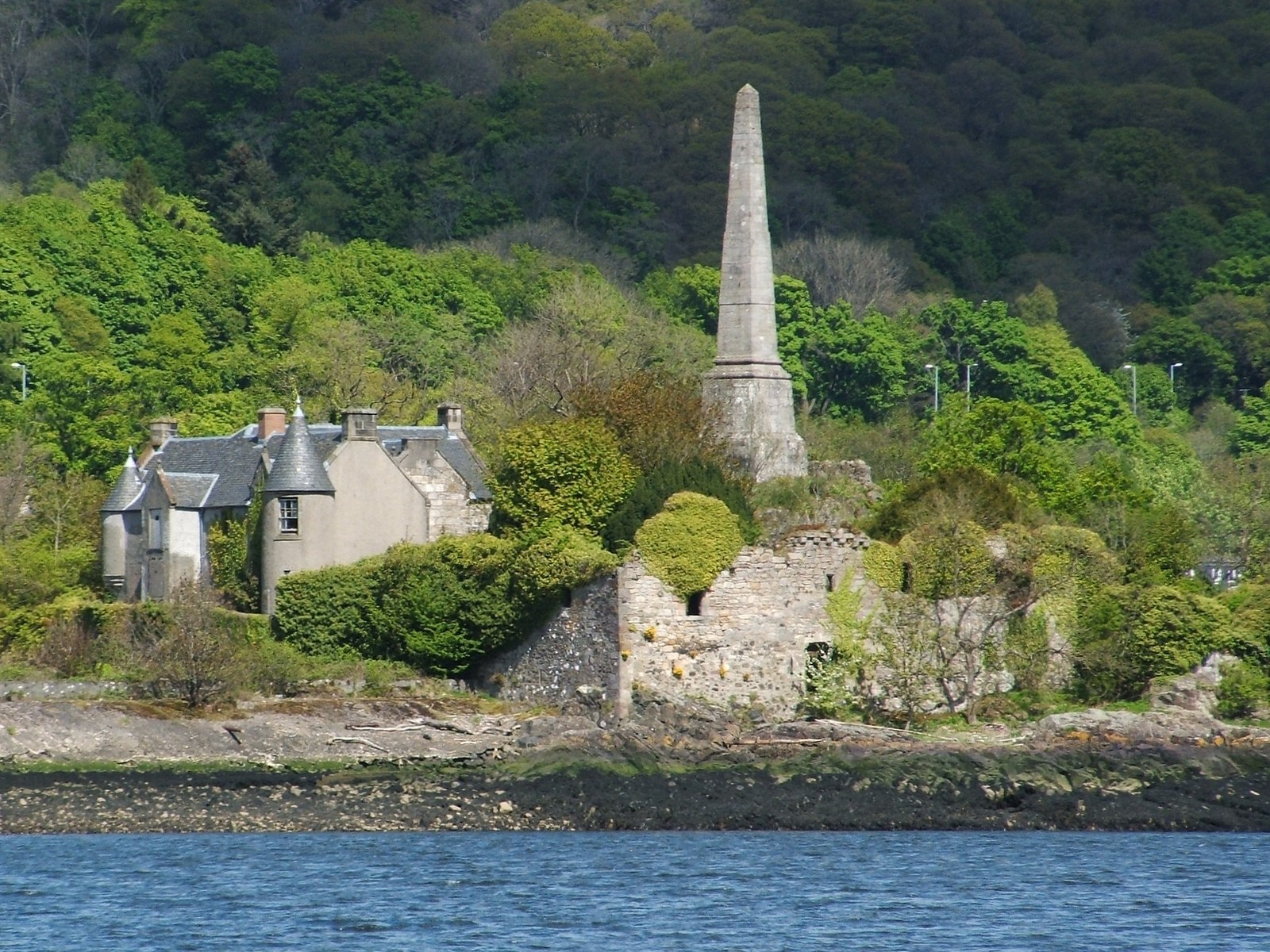
Dunglass Castle mit dem Henry Bell Monument im Hintergrund

Dunglass Castle ist eine Burgruine in der schottischen Council Area West Dunbartonshire.
Die Burg wurde in den Jahren 1400–1542 errichtet. Bis heute erhalten ist ein großer Abschnitt einer etwa 7–8 Meter hohen Mauer, eine Mischung aus verschiedenen Bauperioden. Ein kleines, konisches Taubenhaus ist als komplette Ruine auf der Südmauer erhalten. Bausteine der Burg und des Burghofes wurden 1735 auf Weisung der Commissioners of Supply zur Reparatur des Kais verwendet. In der Nähe des westlichen Endes der Mauer und außerhalb der Südmauer liegt ein kleiner Landeplatz für Boote, der anscheinend durch eine Hurde geschützt war; einige Konsolen davon sind bis heute erhalten. In der Nordwestecke der Einfriedung liegt ein Wohnhaus, teilweise alt, das möglicherweise auf das Jahr 1590 zurückgeht, aber mit großen modernen Anteilen. Das Innere dieses Hauses ist gänzlich modern gestaltet. Der Rundturm stammt vermutlich aus dem 17. Jahrhundert und scheint ein Taubenhaus gewesen zu sein.
Historic Scotland hat die Burgruine als historisches Bauwerk der Kategorie B gelistet.